# Подгорная, Нинель Ивановна
Нинель Ивановна Подгорная (6 января 1931, Ленинград — 24 октября 2011, Москва) — советская и российская театральная актриса.

## Биография
Нинель Ивановна Подгорная (урождённая Бодрягина) родилась 6 января 1931 года в Ленинграде. После окончания средней школы поступила на физический факультет Ленинградского государственного университета, где, однако, проучилась лишь два года. Одновременно с учёбой играла в студенческом театре ЛГУ под руководством Игоря Горбачёва. В 1950 году приехала в Москву и поступила на актёрский факультет Театрального училища им. Щепкина, окончила его в 1954 году и в том же году была принята в Центральный академический театр Советской армии. Её первая работа в 1955 году в кино — Клавдия в «Деле Румянцева» режиссёра Иосифа Хейфица сразу принесла молодой артистке известность. Однако актриса больше тяготела к театру и в результате сыграла лишь в трёх фильмах в конце 1950-х годов. 
Её последующая судьба оказалась тесно связана с театром Советской (позже Российской) армии. Среди сыгранных за 60 лет в театре такие роли как Зиночка («Повесть о настоящем человеке»), Любочка («Отец и сын»), Зоя  («Крепость над Бугом»), Нина («Светлый май»), Зина («Камень-птица»), Вера («Внук короля»), Флорелла («Учитель танцев»), Бианка («Укрощение строптивой»), Криста («Средство Макропулоса»), Даша («Хождение по мукам»), Долли Хэмма («Орфей спускается в Ад») и многие другие. Одно из лучших сценических созданий Нинель Ивановны — роль Розарии в спектакле «Моя семья».
Скончалась на 81-м году жизни 24 октября 2011 года в Москве в больнице имени Боткина. Похоронена актриса 27 октября на Ваганьковском кладбище в Москве (участок № 6).

### Семья
Первый муж — Никита Владимирович Подгорный, актёр, за которого она вышла замуж учась с ним в одном училище. Брак продлился всего несколько лет.
Гражданский муж — Владимир Борисович Сошальский, актёр, к которому она ушла от Никиты Подгорного; но брак также продлился лишь несколько лет.
- Дочь — Екатерина Владимировна[3].

Второй муж (с 1962 года) Кирилл Борисович Павлов, физик, преподаватель МВТУ им. Баумана , впоследствии профессор.
- В браке родились две дочери.

## Работы в театре
- «Повесть о настоящем человеке», по роману Б. Полевого — Зиночка
- «До новых встреч» — Зоя
- «Отец и сын» — Люба
- «Крепость над Бугом» — Зоя
- «Фабричная девчонка» А. Володина — девушка в футболке
- «Моя семья» — Розария
- «Средство Макропулоса» К. Чапека — Криста
- «Светлый май» — Нина
- «Камень-птица» — Зина
- «Внук короля» — Вера
- «Если покинешь меня» — Мария
- «Он сказал — нет» — Маргарет Хэймс
- «Холостяк» — Мария Васильевна Белова
- «Игра без правил» — Алевтина
- «Не забуду!» — Надя Потапова
- «Приглашение к подвигу» — Капа
- «Дикий капитан» — Матильда
- «Господин Пунтила и его слуга Матти» по пьесе Б. Брехта — Лиза
- «Мы-цемент!» — Мотя
- «Экзамены никогда не кончаются» — Кукурулла
- «Святая святых» — девушка в рыжем парике
- «Орфей спускается в ад» — Долли Хэмма
- «Расстояние в 30 дней» — певица
- «Усвятские шлемоносцы» — Марья Лобова
- «Закон вечности» Н. Думбадзе — Света
- «Моя профессия — синьор из общества» — графиня д’Адда
- «Дама с камелиями» — сиделка
- «Слон» — Алла Никандровна
- «Мандат» Н. Эрдмана — дворник
- «Игрок» — баронесса Вурмергельм

## Фильмография
1. 1955 — Дело Румянцева — Клавдия Науменко
2. 1956 — Долина синих скал — Ксеня
3. 1958 — Наш корреспондент — Татьяна Андреевна Никитина, молодой корреспондент под псевдонимом Алёшина